# Somayeh Yazdani
Somayeh Yazdani (persisch سمیه یزدانی‎; * 6. Oktober 1990 in Schahr-e Kord) ist eine iranische Radrennfahrerin. Sie ist die erste Radsportlerin ihres Landes, die bei asiatischen Straßenmeisterschaften eine Medaille errang.

## Sportliche Laufbahn
Somayeh Yazdani stammt aus einer sportlichen Familie. Im Alter von 20 Jahren begann sie mit dem Leistungsradsport – vor dem Hintergrund, dass öffentliches Fahrradfahren von Frauen in Iran weiterhin umstritten ist. Es gibt nur wenige öffentliche Orte, wo die Sportlerinnen ungehindert trainieren können, und dann nur mit Ganzkörperkleidung und Hidschāb, oftmals auch mit männlichen Begleitern, die sie vor aufgebrachten Passanten beschützen. Yazdanis Vater war zunächst dagegen, dass seine Tochter sich für den Radsport entschied: Sie solle sich einen Sport suchen, der in einer Halle ausgeübt wird.
2016 belegte Yazdani bei der nationalen Meisterschaft im Einzelzeitfahren Platz drei. 2017 wurde sie iranische Meisterin in dieser Disziplin und Vize-Meisterin im Straßenrennen. Als erste iranische Radsportlerin sollte sie an den Asienspielen 2018 in Jakarta teilnehmen, stürzte aber im Training, so dass sie nicht an den Start gehen konnte. 2019 gewann sie beide nationale Titel auf der Straße. Ebenfalls 2019 wurde sie bei den asiatischen Straßenmeisterschaften im usbekischen Taschkent Dritte im Straßenrennen. Damit errang sie als erste iranische Radsportlerin eine Medaille bei asiatischen Straßenmeisterschaften. Der iranische Sportminister Masoud Soltanifar ehrte die Sportlerin für ihre Leistung öffentlich, iranische Medien sprachen davon, Yazdani habe „Geschichte geschrieben“.
Anschließend erklärte Yazdani, dass ihr sportliches Ziel die Teilnahme an UCI-Straßen-Weltmeisterschaften und Olympischen Spielen sei. Im Oktober 2019 unterschrieb sie einen Vertrag beim neu formierten spanischen Rennstall Teika-VIB-DFM Renta Car. Damit ist sie nach Mandana Dehghan die zweite iranische Radrennfahrerin, die für ein UCI Women’s Team startet.

## Erfolge
2017
- Iranische Meisterin – Einzelzeitfahren

2019
- Asienmeisterschaft – Straßenrennen
- Iranische Meisterin – Einzelzeitfahren, Straßenrennen

2021
- Iranische Meisterin – Straßenrennen

2022
- Iranische Meisterin – Straßenrennen

2023
- Iranische Meisterin – Einzelzeitfahren

2024
- Iranische Meisterin – Straßenrennen